# 코야마 모모요
코야마 모모요(일본어: 小山 百代 こやま ももよ[*], 1995년 11월 30일 ~ )는 일본의 여성 성우이자 배우. 홋카이도 출신. 스타더스트 프로모션의 6인조 성우 유닛 산도리온의 리더로 활약 중이다.